# Caloptilia ostryaeella
Caloptilia ostryaeella är en fjärilsart som först beskrevs av Victor Toucey Chambers 1878.  Caloptilia ostryaeella ingår i släktet Caloptilia och familjen styltmalar. Inga underarter finns listade i Catalogue of Life.